# Тарасов, Фёдор Ефремович
Фёдор Ефремович Тарасов (1 сентября 1924, Белый Колодезь, Воронежская губерния — 16 июля 1992, Вейделевка, Белгородская область) — майор Советской Армии, участник Великой Отечественной войны, Герой Советского Союза (1945).

## Биография
Фёдор Тарасов родился 1 сентября 1924 года в селе Белый Колодезь (ныне — Вейделевский район Белгородской области). После окончания семи классов школы и птицеводческого техникума работал в колхозе. В начале Великой Отечественной войны Тарасов оказался в оккупации, после освобождения в январе 1943 года он был призван на службу в Рабоче-крестьянскую Красную Армию. С февраля того же года — на фронтах Великой Отечественной войны.
К январю 1945 года гвардии старший сержант Фёдор Тарасов командовал отделением 104-го гвардейского отдельного сапёрного батальона 89-й гвардейской стрелковой дивизии 5-й ударной армии 1-го Белорусского фронта. Отличился во время освобождения Польши. 15 января 1945 года отделение Тарасова одним из первых прорвалось на мост через Пилицу в районе населённого пункта Быду-Михаловицке Мазовецкого воеводства, уничтожило его охрану, после чего обезвредило мины.
Указом Президиума Верховного Совета СССР от 27 февраля 1945 года за «мужество и героизм, проявленные в Висло-Одерской операции», гвардии старший сержант Фёдор Тарасов был удостоен высокого звания Героя Советского Союза с вручением ордена Ленина и медали «Золотая Звезда» за номером 7223.
В последующих боях Тарасов получил ранение. В 1946 году он был демобилизован, позднее получил звание майора запаса. Проживал и работал в Вейделевке. В 1960 году окончил исторический факультет Воронежского государственного университета. Умер 16 июля 1992 года.
Был также награждён орденами Отечественной войны 1-й степени и Славы 3-й степени, рядом медалей.

## Память
В честь Тарасова названа улица и установлен бюст в Вейделевке.